# حماضة
قرية حماضة هي إحدى القرى التابعة لمركز بني مزار بمحافظة المنيا في جمهورية مصر العربية. حسب إحصاءات سنة 2006، بلغ إجمالي السكان في حماضة 3098 نسمة، منهم 1640 رجلا و1458 امرأة.